# Zadelleermos
Het zadelleermos (Peltigera horizontalis) is een korstmos uit de familie Peltigeraceae. Het fotobiont is Nostoc.

## Kenmerken

### Uiterlijke kenmerken
Het folieuze thallus is ongeveer cirkelvormige en typisch 5-10 cm in diameter. De lobben zijn aanliggend en vaak plat en langwerpig, met afgeronde tot subtruncate uiteinden, soms golvend van vorm. Het bovenoppervlak van de thallus is grijs of blauwgrijs, vaak bruinachtig getint bij droogte en zwartgroen wanneer nat. Het oppervlak is glad en glanzend, zonder aanwezigheid van isidia en soredia. De medulla is wit en bestaat uit losjes verweven hyfen. Het onderoppervlak van de thallus is wit, met gladde, afgeplatte aders die anastomoseren en centraal donkerder worden. Rhizinenen, bruin tot zwart van kleur, zijn fasciculaat en gerangschikt in concentrische cirkels. Het korstmos heeft geen kenmerkende kleurreacties.

### Microscopische kenmerken
De ascosporen zijn kleurloos tot bleekbruin van kleur, aciculair van vorm, met 3 tot 5 septa en met afmetingen van 30-50 x 4-7 µm.

## Ecologie
P. horizontalis groeit onder mossen op bodems op grote hoogte.

## Verspreiding
Het zadelleermos  heeft een wereldwijde verspreiding in de gematigde en boreale regio's van Noord-Amerika, Europa en Azië. In Nederland kwam het voor, maar is sinds 1900 niet meer waargenomen. Het staat op de rode lijst in de categorie verdwenen.

## Foto's

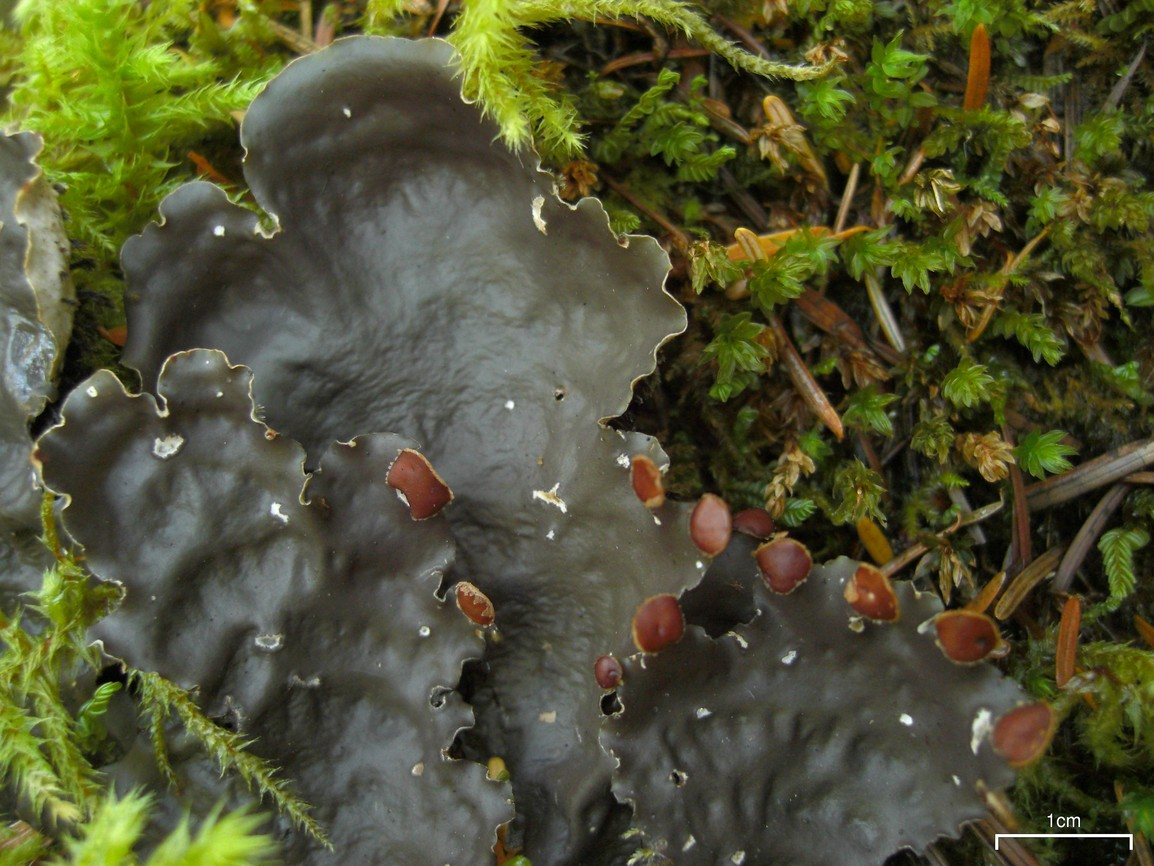
Lobben
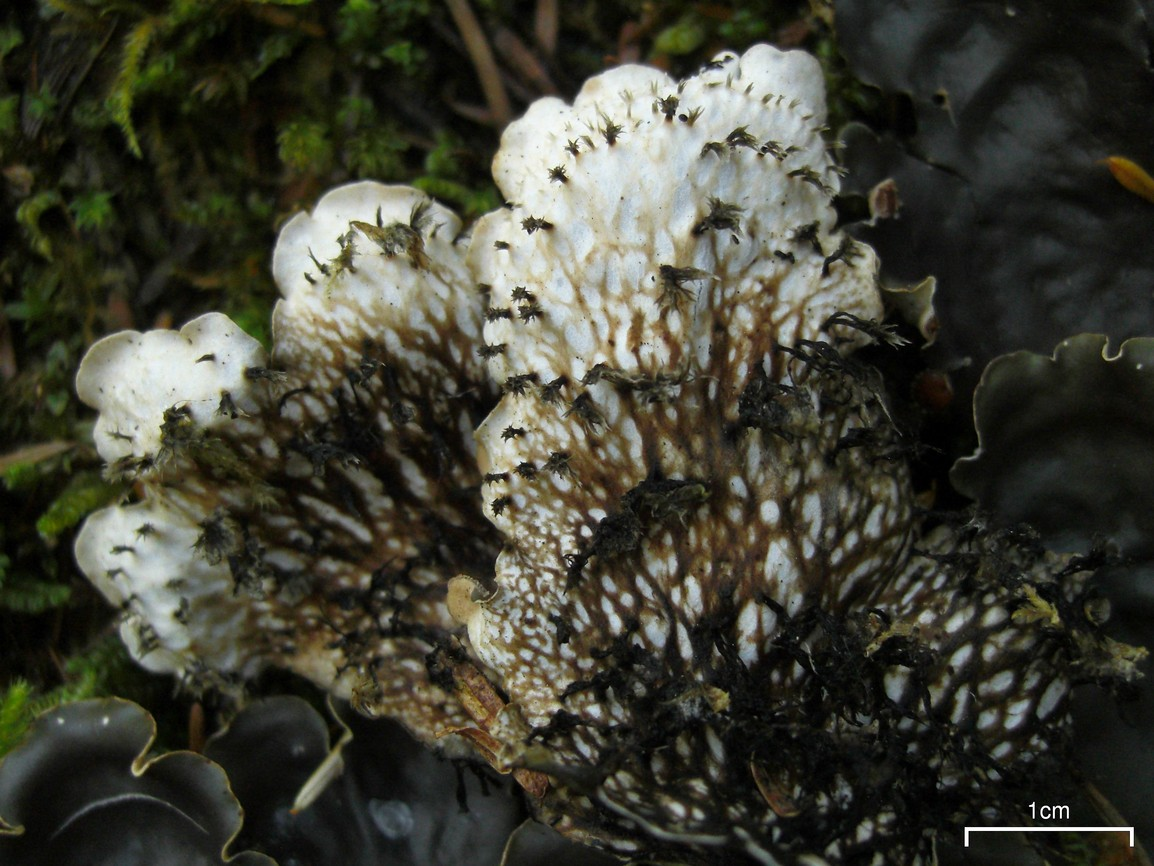
Onderkant
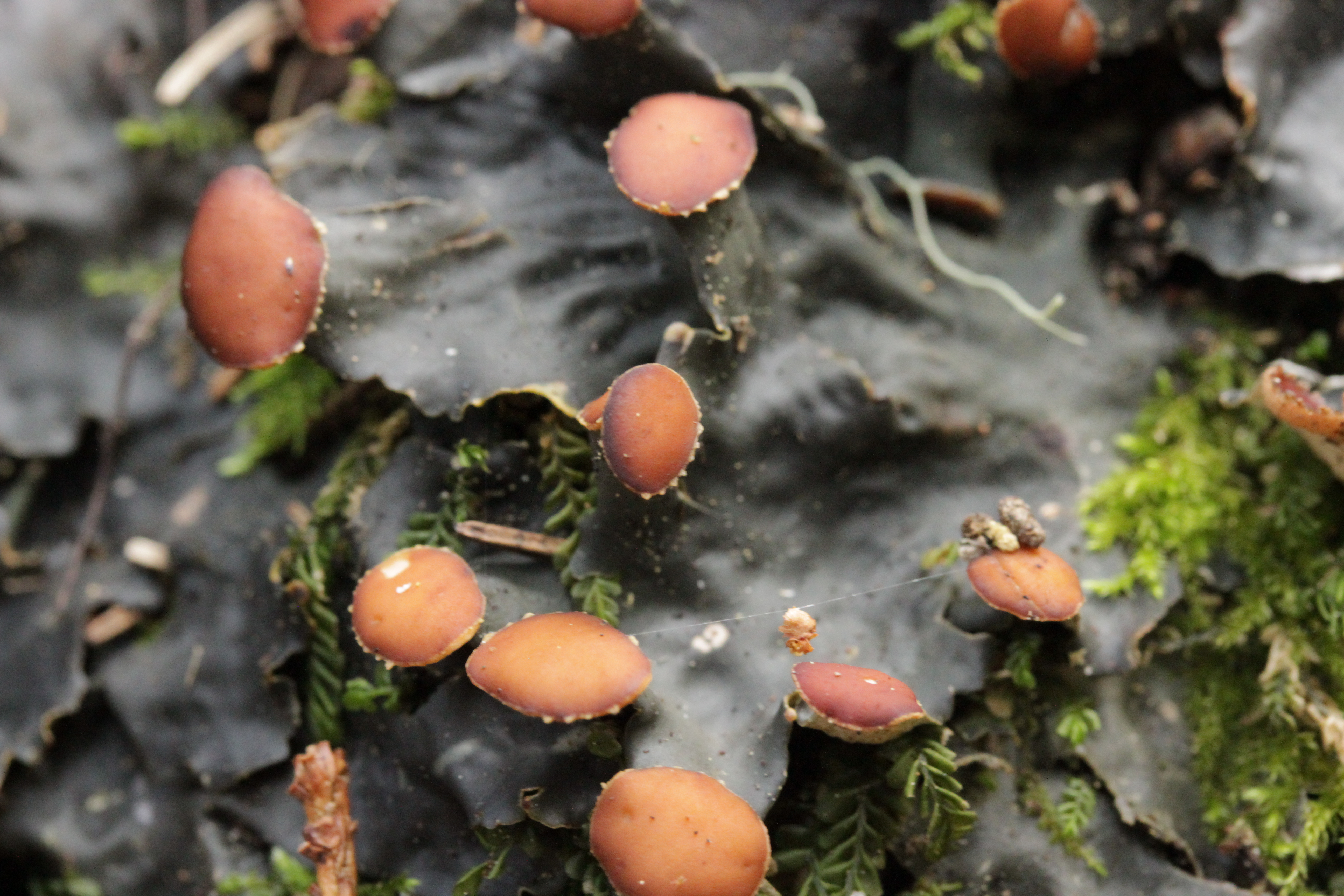
Apothecia